# Marianna Ďurianová
Marianna Ďurianová (ur. 27 stycznia 1977 w mieście Żar nad Hronem) – słowacka prezenterka telewizyjna. Aktualnie prowadzi program Góly body sekundy w RTVS.
Ukończyła studia psychologiczne. W lipcu 2006 wyszła za czeskiego prezentera Libora Boučka. Para złożyła wniosek o rozwód w grudniu tego samego roku. Ďurianová wzięła udział w słowackiej wersji programu Taniec z gwiazdami.